# Comté d'Uvalde
Pour la ville et le siège du comté, voir Uvalde.
Le comté d'Uvalde (en anglais : Uvalde County) est un comté dans l'État du Texas aux États-Unis, non loin de la frontière avec le Mexique. Le siège du comté est la ville d'Uvalde. Selon le recensement de 2020, sa population s'élève à 24 564 habitants.
Le comté couvre une superficie de 4 037 km2, dont 4 032 km2 de surfaces terrestres. Il est baptisé en référence à Juan de Ugalde (en) (1729-1816), appelé à tort Juan de Uvalde, commandant général du Texas, à Coahuila.

## Démographie
Lors du recensement de 2010, le comté compte 26 405 habitants. En 2017, la population est estimée à 27 132 habitants.
| Groupes           | Comté d'Uvalde | Texas | États-Unis |
| ----------------- | -------------- | ----- | ---------- |
| Blancs            | 78,1           | 70,4  | 72,4       |
| Autres            | 17,2           | 10,6  | 6,4        |
| Métis             | 3,0            | 2,5   | 2,7        |
| Afro-Américains   | 0,6            | 11,9  | 12,6       |
| Asiatiques        | 0,5            | 3,8   | 4,8        |
| Amérindiens       | 0,6            | 0,7   | 0,9        |
| Total             | 100            | 100   | 100        |
|                   |                |       |            |
| Latino-Américains | 69,3           | 37,6  | 16,7       |

Pyramide des âges du comté d'Uvalde (2000).

Selon l'American Community Survey, pour la période 2011-2015, 52,26 % de la population âgée de plus de 5 ans déclare parler espagnol à la maison, alors que 46,55 % déclare parler l’anglais et 1,19 % une autre langue.